# Women to drive

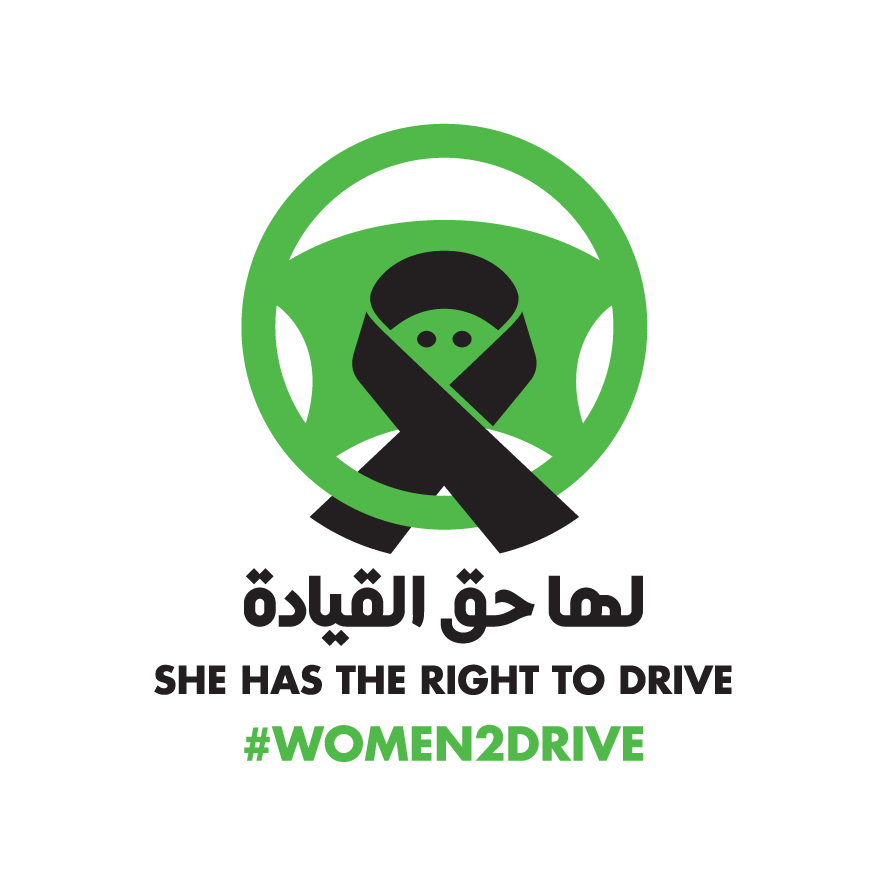
Logo ruchu

Women to drive – saudyjski kobiecy ruch społeczny istniejący od lat 90. XX wieku i domagający się dla kobiet prawa do prowadzenia samochodów.
Arabia Saudyjska do 2018 roku była jedynym krajem na świecie zakazującym kobietom prowadzenie samochodów. Oficjalny zakaz został wprowadzony w 1990 po fatwie wydanej przez Abd Al-Aziza Ibn Baza; wówczas kobiety w Rijadzie zorganizowały protest przeciw temu zakazowi, za co zostały na dzień aresztowane. W 2011 Manal asz-Szarif zorganizowała akcję na rzecz praw kobiet do prowadzenia samochodów, za co została aresztowana. Podobne kampanie odbywały się również w następnych latach. 26 września 2017 król Salman wydał dekret, na mocy którego od 24 czerwca 2018 kobiety w Arabii Saudyjskiej będą mogły prowadzić samochody.